# Estación Ingeniero De Madrid
Ingeniero De Madrid era una estación ferroviaria ubicada en el Partido de Nueve de Julio, Provincia de Buenos Aires, Argentina.

## Ubicación
Se ubicaba en las áreas rurales del Partido de Nueve de Julio, a 45 km al este de la ciudad de Nueve de Julio.

## Servicios
Fue construida por el Ferrocarril Midland de Buenos Aires, y utilizada también por el Ferrocarril Provincial de Buenos Aires. Fue abandonada en 1977.

## Infraestructura
Se trataba de la estación de empalme entre los ferrocarriles de trocha angosta, el Midland y el Ferrocarril Provincial de Buenos Aires con destino a Mira Pampa y Pehuajó. Este empalme es de estilo único ya que se produce a nivel, con una antigua plataforma en forma de triángulo; hoy solo quedan escombros en este lugar deshabitado.